# Playa del Orzán
Playa del Orzán är en strand i Spanien.   Den ligger i provinsen Provincia da Coruña och regionen Galicien, i den nordvästra delen av landet, 500 km nordväst om huvudstaden Madrid.